# Fitol
Fitolul (florasol, fitozol)  este un compus organic de tipul alcool diterpenic hidrogenat, care este utilizat ca precursor în sinteza vitaminei E și a vitaminei K1. La rumegătoare, fermentația materialului vegetal ingerat duce la eliberarea fitolului, care este un constituent al clorofilelor, care este apoi convertit la acid fitanic și depozitat în țesturi grase. În ficatul de rechin este convertit la pristan.